# Calathea micans
Calathea micans là một loài thực vật có hoa trong họ Marantaceae. Loài này được (L.Mathieu) Körn. mô tả khoa học đầu tiên năm 1858.